# Escudo de la República Democrática del Congo
El actual escudo de la República Democrática del Congo fue adoptado el 18 de febrero de 2006 por el presidente Joseph Kabila.
El emblema está formado por una cabeza de leopardo, en colores naturales, que ruge rodeada por un colmillo de elefante en la izquierda y una lanza en la derecha que están situados sobre una roca. Sobre la roca figura una cinta roja con letras de oro con el lema Justice, Paix, Travail ("Justicia, Paz, Trabajo").

## Escudos históricos
En sus inicios, en 1886, el Estado Independiente del Congo -una posesión personal del rey de los belgas Leopoldo II- tenía un escudo heráldico según la tradición europea: de azur, una faja ondulada de plata (en alusión al río Congo), con una estrella de cinco puntas de oro en el cantón diestro del jefe; sobre el todo, un escusón con las armas del rey, que eran las de Bélgica, es decir, de sable un león rampante de oro, cargadas con un escusón con las armas de la Casa de Sajonia. Este escudo se mantuvo incluso cuando el rey cedió el Congo al Estado belga, en 1908.
A raíz de la independencia, el 30 de junio de 1960, la República del Congo (como se llamó hasta 1966, año en que tomó el nombre actual de República Democrática del Congo) adoptó un escudo basado en la bandera, de azur y con una estrella central de oro acompañada al jefe de seis estrellas más pequeñas en representación de las provincias del Estado.
Este escudo fue sustituido en 1965 a raíz del golpe de Estado del general Mobutu por uno alejado de la tradición heráldica occidental, sobre el cual se ha basado el actual. Se trataba de una cabeza de leopardo rodeada por una rama de laurel de sinople y un colmillo de elefante de plata, con dos lanzas abajo pasadas en aspa y una cinta de plata con el lema nacional Justice, Paix, Travail ("Justicia, Paz, Trabajo") en letras de sable. Fue utilizado también durante la época en que el Estado llevó el nombre de República del Zaire (1971-1997).
En mayo de 1997, un nuevo escudo fue adoptado por el primer gobierno de la Alianza de Fuerzas Democráticas por la Liberación del Congo (AFDL), presididas por el dirigente rebelde Laurent Désiré Kabila.
El escudo de armas de la República Democrática del Congo de 1999 está constituido por un escudo de azur. En el centro, una estrella de oro, sobre la cual hay otras seis estrellas pequeñas. Este escudo de armas se introdujo junto con la bandera.
En 2003, la Constitución de transición lo elevó a un nuevo escudo nacional, en sustitución de uno que estaba basado en los colores y elementos de la bandera que se venía usando desde 1997.
Hay un emblema de la República Democrática del Congo que aparece en una postal de 2001. No se sabe si este emblema era oficial o propuesto. El fondo consiste en una rueda dentada. El azul claro en la parte inferior es un mapa estilizado de África visto desde el Atlántico. El emblema también tiene un libro abierto, un AK-47 cruzado y una azada. El AK-47 y la azada están representados en azul claro, negro y blanco. En lo alto había una estrella dorada con rayos. En la parte inferior de la rueda dentada había un arco azul con seis estrellas doradas. Los elementos del mencionado escudo están sujetos por dos leones. El lema es "Patrie - Liberté - Justice" ("Patria, Libertad, Justicia").
Este escudo estaba compuesto por tres antebrazos que se agarran los unos a los otros por detrás de las muñecas, situándose sobre ellos la cabeza de un león que ruge y rodeados a su vez por dos ramas de laurel. En la parte inferior del escudo aparecía representada una cinta con el lema "Démocratie, Justice, Unité" ("Democracia, Justicia, Unidad"), de clara inspiración francesa. 

Escudo de armas del Reino del Congo (1528-1541)
Escudo del Estado Independiente del Congo (1886 - 1908)
Escudo de armas de la Colonia belga del Congo (1908 - 1960)
Escudo de armas del Congo (1960 - 1963)
Variante del escudo de armas de la República Democrática del Congo (1963 - 1971)
Escudo de la República del Zaire (1971 - 1997).
Variante del escudo de armas de la República del Zaire (1971 - 1997) en un disco azul.
Escudo de armas del Congo (1997 - 1999)
Escudo de la República Democrática del Congo (1999 - 2003).
Gran escudo de armas de la República Democrática del Congo (1999 - 2003).
Propuesta del Emblema de la República Democrática del Congo (2001).
Escudo de la República Democrática del Congo (2003 - 2006).

### Estados declarados unilateralmente

Escudo de armas del Estado de Katanga (1960-1963).
Escudo de armas de Kasai del Sur (1960-1962)
Escudo de armas de la República Popular del Congo (1964-1965)
Emblema del Nuevo Gobierno del Zaire en el Exilio (2017-hasta la actualidad)

### Emblemas subnacionales
Algunas de las Provincias de la República Democrática del Congo han adoptado sus propios signos distintivos, otras utilizan el emblema nacional de la República Democrática del Congo.

Escudo de armas de Kinshasa
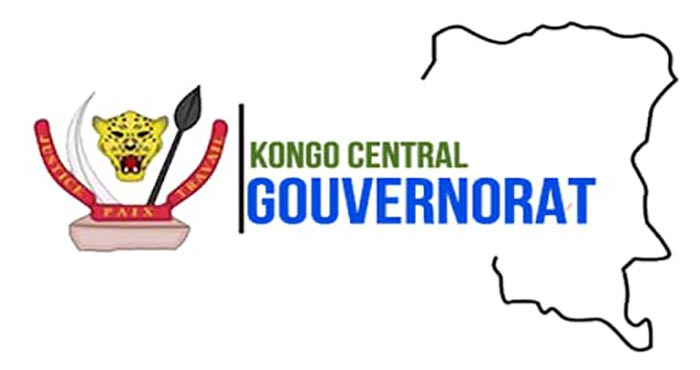
Emblema de la Provincia Central del Congo
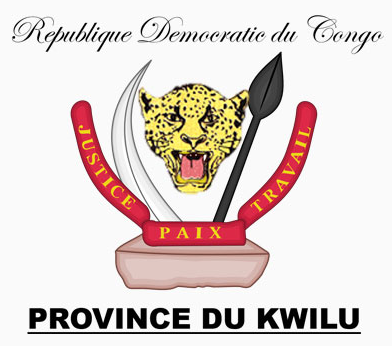
Emblema de la Provincia de Kwilu
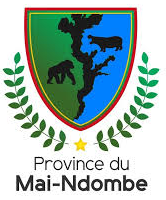
Emblema de la Provincia de Mai-Ndombe
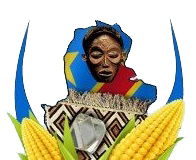
Emblema de la Provincia de Kasai
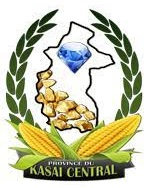
Emblema de la Provincia Central de Kasai
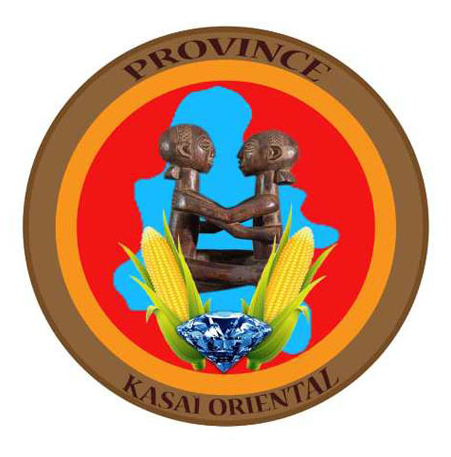
Emblema de la Provincia de Kasai Oriental
Bandera de la Provincia de Sankuru
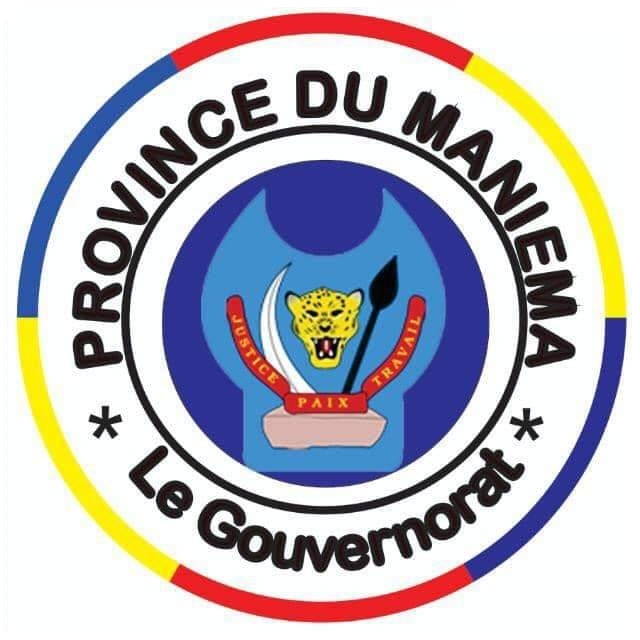
Emblema de la Provincia de Maniema
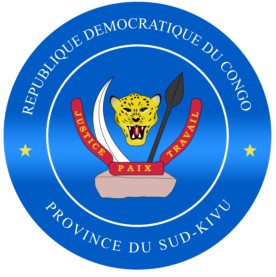
Emblema de la Provincia de Kivu del Sur
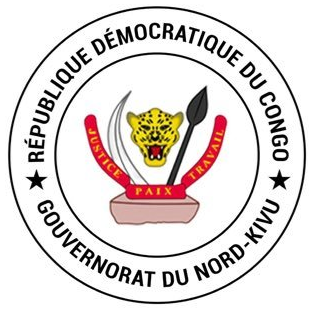
Emblema de la Provincia de Kivu del Norte
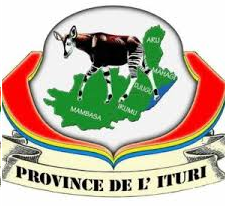
Emblema de la Provincia de Ituri
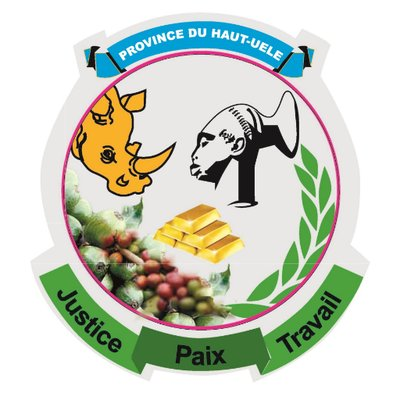
Emblema de la Provincia de Alto Uele
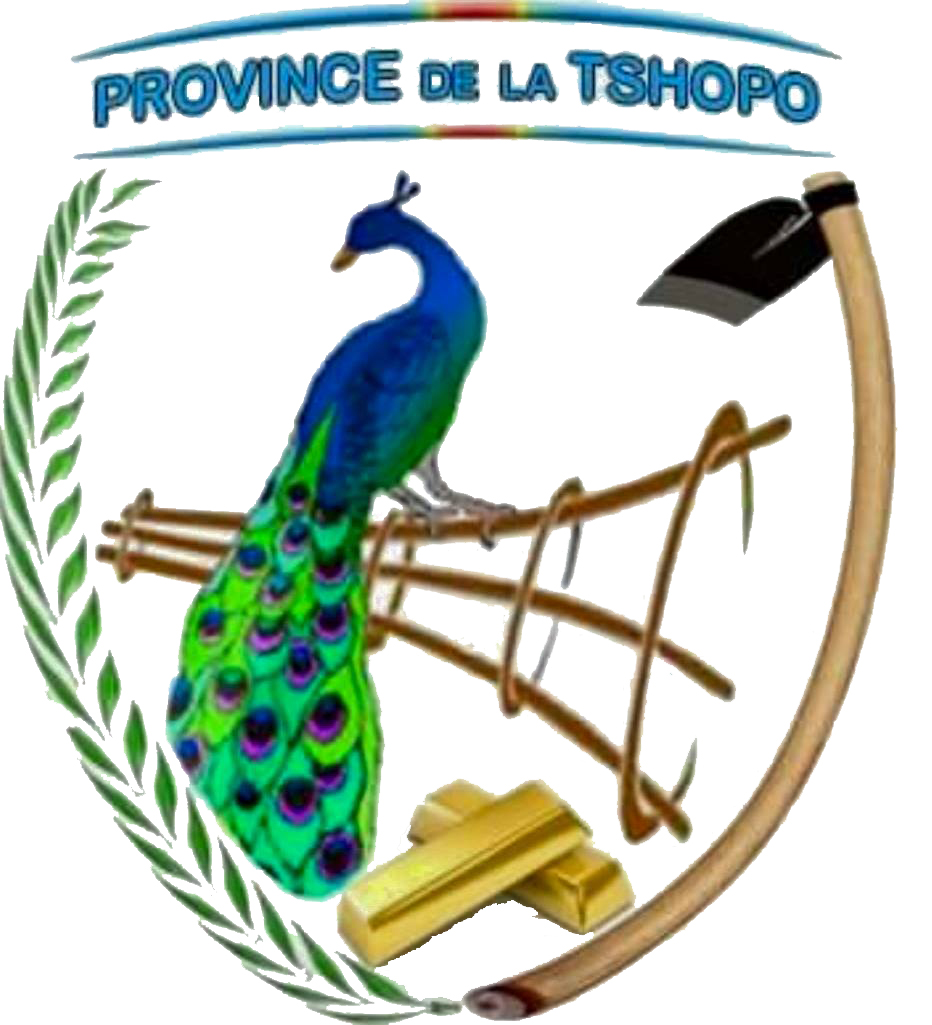
Emblema de la Provincia de Tshopo
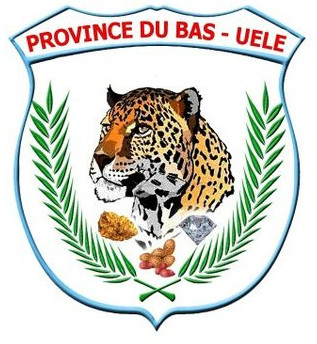
Emblema de la Provincia de Bajo Uele
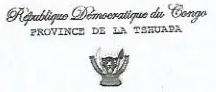
Emblema de la Provincia de Tshuapa
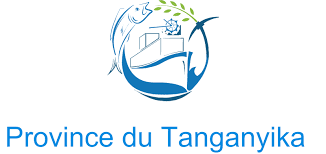
Emblema de la Provincia de Tanganica
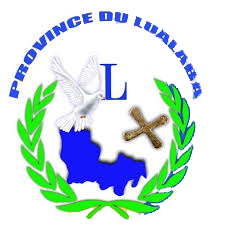
Emblema de la Provincia de Lualaba
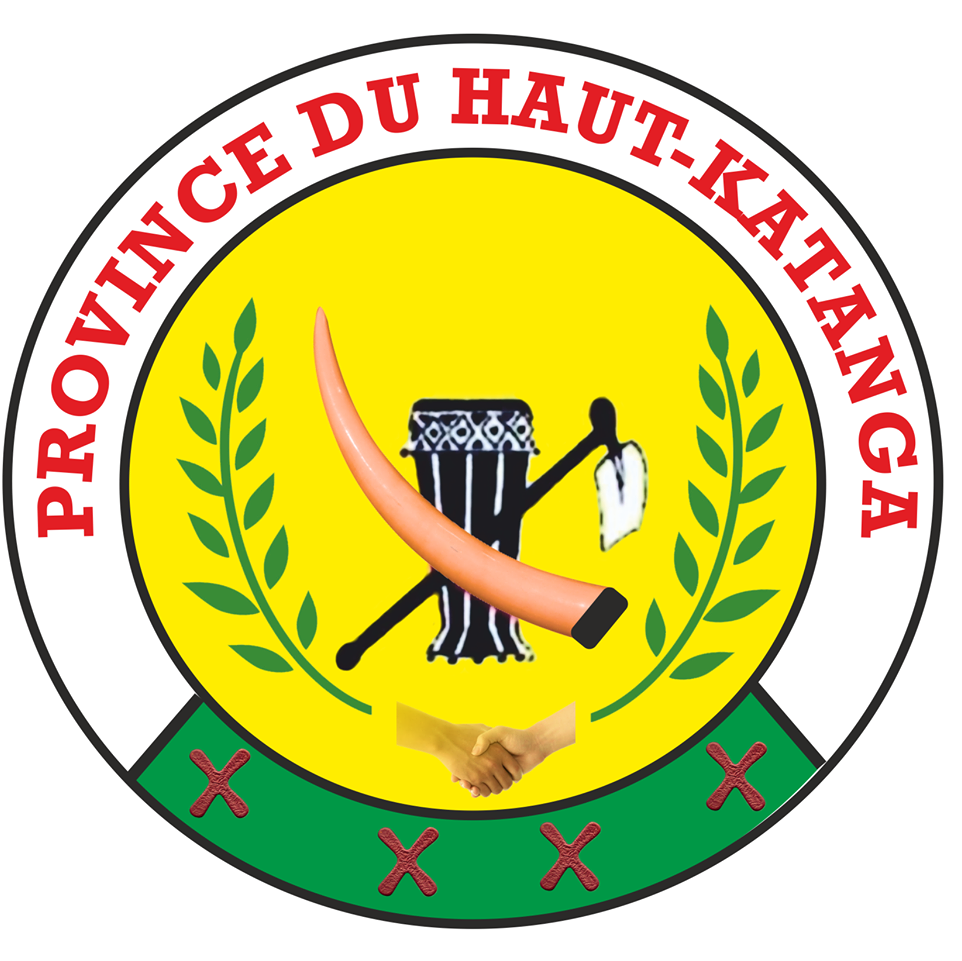
Emblema de la Provincia de Alto Katanga